# تقطير ومضي

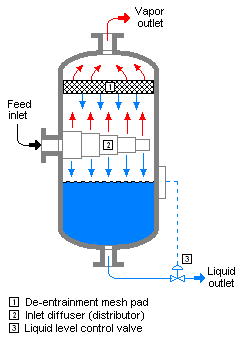
خزان ضغط فجائي: 1 - شبكة / 2 - صمام الخلخلة / 3- صمام ضبط ارتفاع الماء.

التقطير الومضي أو تبخير فجائي (بالإنجليزية: Flash evaporation)‏ هي نشأة البخار فوق سائل مشبع عند نقطة الغليان عند خفض الضغط المفاجئ الذي يحدثة صمام تفريغ. وإذا كان الصمام مركبا عند مدخل خزان الضغط بحيث يحدث التفريغ المفاجئي وتكون البخار داخليا، فيسمى الخزان في هذه الحالة «خزان ضغط فجائي» أو خزان فصل السائل عن البخار.
وإذا كان السائل المشبع سائل نقي، مثل البروبان السائل أو الأمونيا السائلة، فيتمدد جزء من السائل فورا مكونا البخار. وتبدأ درجة حرارة البخار والسائل الباقي في الانخفاض إلى درجة حرارة التشبع للسائل عند ضغط منخفض. وتسمي تلك العملية[ تبريد مستمر ] وهي أساس عمل الثلاجات العادية التي تعمل بضغط البخار.
وإذا كان السائل مخلوط سوائل، مثل مخلوط البروبين والإيزوبوتان وبوتان عادي، يكون البخار المتكون غني ببخار السائل ذو تطاير نسبي عالي، وتقل نسبة هذا السائل في المخلوط المتبقي.
قد يؤدي التبخير الفجائي الغير متحكم فيه إلى غليان السائل وتمدده المفاجئ في صورة انفجار BLEVE.

## التبخر الفجائي للسائل النقي
عملية التبخر الفجائي لسائل بمفره تتصف بأن أنتروبيتها ثابتة ولذلك يسمى التمدد الأدياباتيكي. وتستنبط المعادلة الأتية للتعبير عن حالة التوازن الحراري على طرفي صمام الخلخلة، وهي تستخدم لتعيين كمية السائل التي تتحول فوريا إلى بخار:
X = 100 (HuL – HdL) ÷ (HdV – HdL)
| حيث: |                                                                                   |
| X    | = نسبة الوزن المتبخرة                                                             |
| HuL  | = إنثالبي السائل الابتدائي عند درجة حرارة والضغط الابتدائي جول/ كيلوجرام          |
| HdV  | = إنثالبي البخار المتمدد عند درجة حرارة التشبع والضغط النهائي جول/كيلوجرام        |
| HdL  | = إنثالبي السائل الباقي عند ضغط ودرجة حرارة التشبع للحالة النهائية ، جول/كيلوجرام |
إذا لم تتوفر بيانات الإنثالبي اللازمة للمعادلة أعلاه، تستخدم المعادلة الآتية:
X = 100 · cp (Tu – Td) ÷ Hv
| حيث: |                                                                              |
| X    | = نسبة وزن السائل المتبخرة                                                   |
| cp   | = الحرارة النوعية للسائل عند درجة حرارة والضغط الابتدائي جول/كيلوجرام °C     |
| Tu   | = درجة حرارة السائل الابتدائية °C                                            |
| Td   | = درجة حرارة التشبع °C للسائل عند الضغط النهائي                              |
| Hv   | = درجة حرارة التبخر للسائل عند الضغط ودرجة حرارة التشبع النهاية جول/كيلوجرام |
يستخدم هذا النوع من التبخير الفجائي  في تحلية مياه الآبار أو مياه البحار بواسطة التقطير المفاجئ المتعدد المراحل. يسخن الماء ويعاد إلى مرحلة تمدد فجائي بخفض الضغط فجأة، حيث يتحول جزء من الماء إلى بخار. ثم يُكثف البخار مكونا ماء خالي من الأملاح. وتمرر كمية الماء الملحة المتبقية إلى عملية تمدد مفاجئ ثانية عند ضغط أقل من ضغط المرحلة الأولى.
ويستمر تحول كميات من الماء إلى بخار بطريقة التبخير المفاجئ، ثم تكثف إلى ماء خالي من الملح. وتستخدم الجزء الأكبر من منشآت تحلية المياه على مستوى العالم طريقة التبخير الفجائي المتعددة المراحل. وتتكون تلك المنشآت في العادة من 24 مرحلة متتالية للتبخير الفجائي.

## اقرأ أيضا
- تقطير جزئي
- تقطير النفط
- تقطير إتلافي
- تقطير جاف
- معادلة فينسك
- طبق نظري